# Nicolae Oaidă
Nicolae Oaidă (Brasov, Rumania; 9 de abril de 1933 – 18 de enero de 2025) fue un futbolista y entrenador de fútbol rumano que jugó en la posición de delantero centro.

## Carrera

### Club
| Periodo   | Club                   | Apariciones | Goles |
| --------- | ---------------------- | ----------- | ----- |
| 1954      | Dinamo Brașov          | 4           | 0     |
| 1955–1956 | Dinamo Bacău           | 42          | 12    |
| 1957–1969 | AS Progresul București | 226         | 77    |

### Selección nacional
Nicolae Oaidă jugó en siete ocasiones para Rumania, teniendo su debut el 14 de septiembre de 1958 convocado por el entrenador Augustin Botescu en la derrota por 2-3 ante Alemania Democrática. También jugó dos partidos ante Turquía por la clasificación para la Eurocopa 1960, donde anotó su único gol internacional en la victoria por 3–0 en Bucharest en el 23 August Stadium.

### Entrenador
| Periodo   | Club                    |
| --------- | ----------------------- |
| 1969–1970 | Flacăra Roșie București |
| 1971–1972 | Libia                   |
| 1972–1974 | Al-Ahly Benghazi        |
| 1974      | Mureșul Deva            |
| 1975–1976 | Viitorul Vaslui         |
| 1977–1978 | AS Progresul București  |
| 1978–1979 | Tractorul Brașov        |
| 1979      | CSM Jiul Petroșani      |
| 1981–1982 | Autobuzul București     |
| 1989–1990 | Hassania Agadir         |
| 1991–1992 | Homenetmen Beirut       |

## Vida personal
En 2008 Oaidă recibió el título de presidente honorario del Progresul București en la celebración de su cumpleaños 75, en reconocimiento por su actividad en el club de Cotroceni.

## Logros
- Divizia B: 1955, 1965–66
- Cupa României: 1959–60[10]